# GC-Box
Die GC-Box ist ein an Guanin- und Cytosin-reiches regulatorisches Element der eukaryotischen Transkription (Consensussequenz: GGGCGG). An diesen DNA-Abschnitt im Promotor lagern sich für das Ablesen des nachfolgenden Gens benötigte Moleküle, die SP1-Transkriptionsfaktoren an. Diese bewirken, dass die RNA-Polymerase II das abzulesende Gen erkennt und sich am Genanfang richtig positionieren kann. Die GC-Box liegt 60 bis 100 Nukleotide vor dem Startcodon.
Diese Form der Transkriptionsinitiation ist relativ typisch für Genpromotoren ohne TATA-Box und ohne Downstream Promoter Element (DPE, unterhalb des Transkriptionsstartpunkts liegender Promotor).
Sie ist nicht zu verwechseln mit den CpG-Inseln, die mit 500–2000 bp viel länger sind und häufig den Promotorbereich überlappen und gar in den Transkriptteil hineinreichen können. Sie sind statistisch reicher an CG-Wiederholungseinheiten als der Rest des Genoms und entstehen aufgrund der unterschiedlichen Methylierung in Genbereichen. GC-Boxen sind hingegen viel kürzer und haben einen recht fest definierten Platz vor dem Transkript.
In Rahmen der Genregulation wurde die GC-Box bereits mit dem Nikotinrezeptor α7 in Verbindung gebracht.